# Geoff Sanderson
Geoff M. Sanderson (né le 1er février 1972 à Hay River, aux Territoires du Nord-Ouest, au Canada) est un joueur professionnel canadien de hockey sur glace. 

## Carrière de joueur
Après une carrière junior avec les Broncos de Swift Current dans la Ligue de hockey de l'Ouest, son équipe participe à la Coupe Memorial en 1989 et gagne le tournoi. Sanderson est choisi par les Whalers de Hartford au deuxième tour lors du repêchage d'entrée de 1990 dans la Ligue nationale de hockey. Après quelques saisons avec les Whalers, il déménage avec l'équipe lorsque celle-ci déménage à Raleigh en Caroline du Nord. Seulement 40 parties avec les Hurricanes, il est échangé aux Canucks de Vancouver. Son séjour est de courte durée, un total de neuf parties avec de passer aux Sabres de Buffalo, avec lesquels il termine la saison et participe aux séries éliminatoires. À l'été 2000, il passe aux Blue Jackets de Columbus lors du Repêchage d'expansion de la LNH.
Après quatre saisons avec Columbus, il retourne de nouveau avec les Canucks de Vancouver à la fin de la saison 2003-2004. Durant le lock-out de la LNH, il joue quelques parties en Europe pour le club de Genève-Servette dans le Championnat de Suisse de hockey. Lors de la saison suivante, après seulement deux parties avec Columbus, il passe aux Coyotes de Phoenix où il termine la saison. Par la suite, il signe pour une saison avec les Flyers de Philadelphie avant de se joindre aux Oilers d'Edmonton pour la 2007-2008 où il termine sa carrière.
Au niveau international, il représente le Canada à trois reprises lors du Championnat du monde de hockey sur glace, y gagnant deux médailles d'or. Il participe aussi à deux reprises au Match des étoiles de la Ligue nationale de hockey, en 1994 et 1997.

## Parenté dans le sport
Il est le cousin des joueurs de hockey professionnels Wade  et Sheldon Brookbank.

## Statistiques
Pour les significations des abréviations, voir Statistiques du hockey sur glace.
| Saison     | Équipe                      | Ligue          |       | Saison régulière | Saison régulière | Saison régulière | Saison régulière | Saison régulière |   | Séries éliminatoires | Séries éliminatoires | Séries éliminatoires | Séries éliminatoires | Séries éliminatoires |
| Saison     | Équipe                      | Ligue          | PJ    | B                | A                | Pts              | Pun              | PJ               | B | A                    | Pts                  | Pun                  |                      |                      |
| 1987-1988  | Royals de St. Albert        | AMHL           | 45    | 65               | 55               | 120              | 175              | -                | - | -                    | -                    | -                    |                      |                      |
| 1988-1989  | Broncos de Swift Current    | LHOu           | 58    | 17               | 11               | 28               | 16               | 12               | 3 | 5                    | 8                    | 6                    |                      |                      |
| 1989       | Broncos de Swift Current    | Coupe Memorial | -     | -                | -                | -                | -                | 2                | 0 | 0                    | 0                    | 0                    |                      |                      |
| 1989-1990  | Broncos de Swift Current    | LHOu           | 70    | 32               | 62               | 94               | 56               | 4                | 1 | 4                    | 5                    | 8                    |                      |                      |
| 1990-1991  | Broncos de Swift Current    | LHOu           | 70    | 62               | 50               | 112              | 57               | 3                | 1 | 2                    | 3                    | 4                    |                      |                      |
| 1990-1991  | Indians de Springfield      | LAH            | -     | -                | -                | -                | -                | 1                | 0 | 0                    | 0                    | 2                    |                      |                      |
| 1990-1991  | Whalers de Hartford         | LNH            | 2     | 1                | 0                | 1                | 0                | 3                | 0 | 0                    | 0                    | 0                    |                      |                      |
| 1991-1992  | Whalers de Hartford         | LNH            | 64    | 13               | 18               | 31               | 18               | 7                | 1 | 0                    | 1                    | 2                    |                      |                      |
| 1992-1993  | Whalers de Hartford         | LNH            | 82    | 46               | 43               | 89               | 28               | -                | - | -                    | -                    | -                    |                      |                      |
| 1993-1994  | Whalers de Hartford         | LNH            | 82    | 41               | 26               | 67               | 42               | -                | - | -                    | -                    | -                    |                      |                      |
| 1994-1995  | HPK Hämeenlinna             | SM-Liiga       | 12    | 6                | 4                | 10               | 24               | -                | - | -                    | -                    | -                    |                      |                      |
| 1994-1995  | Whalers de Hartford         | LNH            | 46    | 18               | 14               | 32               | 24               | -                | - | -                    | -                    | -                    |                      |                      |
| 1995-1996  | Whalers de Hartford         | LNH            | 81    | 34               | 31               | 65               | 40               | -                | - | -                    | -                    | -                    |                      |                      |
| 1996-1997  | Whalers de Hartford         | LNH            | 82    | 36               | 31               | 67               | 29               | -                | - | -                    | -                    | -                    |                      |                      |
| 1997-1998  | Hurricanes de la Caroline   | LNH            | 40    | 7                | 10               | 17               | 14               | -                | - | -                    | -                    | -                    |                      |                      |
| 1997-1998  | Canucks de Vancouver        | LNH            | 9     | 0                | 3                | 3                | 4                | -                | - | -                    | -                    | -                    |                      |                      |
| 1997-1998  | Sabres de Buffalo           | LNH            | 26    | 4                | 5                | 9                | 20               | 14               | 3 | 1                    | 4                    | 4                    |                      |                      |
| 1998-1999  | Sabres de Buffalo           | LNH            | 75    | 12               | 18               | 30               | 22               | 19               | 4 | 6                    | 10                   | 14                   |                      |                      |
| 1999-2000  | Sabres de Buffalo           | LNH            | 67    | 13               | 13               | 26               | 22               | 5                | 0 | 2                    | 2                    | 8                    |                      |                      |
| 2000-2001  | Blue Jackets de Columbus    | LNH            | 68    | 30               | 26               | 56               | 46               | -                | - | -                    | -                    | -                    |                      |                      |
| 2001-2002  | Blue Jackets de Columbus    | LNH            | 42    | 11               | 5                | 16               | 12               | -                | - | -                    | -                    | -                    |                      |                      |
| 2002-2003  | Blue Jackets de Columbus    | LNH            | 82    | 34               | 33               | 67               | 34               | -                | - | -                    | -                    | -                    |                      |                      |
| 2003-2004  | Blue Jackets de Columbus    | LNH            | 67    | 13               | 16               | 29               | 34               | -                | - | -                    | -                    | -                    |                      |                      |
| 2003-2004  | Canucks de Vancouver        | LNH            | 13    | 3                | 4                | 7                | 4                | 7                | 1 | 1                    | 2                    | 4                    |                      |                      |
| 2004-2005  | Genève-Servette Hockey Club | LNA            | 9     | 4                | 1                | 5                | 29               | -                | - | -                    | -                    | -                    |                      |                      |
| 2005-2006  | Blue Jackets de Columbus    | LNH            | 2     | 0                | 0                | 0                | 0                | -                | - | -                    | -                    | -                    |                      |                      |
| 2005-2006  | Coyotes de Phoenix          | LNH            | 75    | 25               | 21               | 46               | 58               | -                | - | -                    | -                    | -                    |                      |                      |
| 2006-2007  | Flyers de Philadelphie      | LNH            | 58    | 11               | 18               | 29               | 44               | -                | - | -                    | -                    | -                    |                      |                      |
| 2007-2008  | Oilers d'Edmonton           | LNH            | 41    | 3                | 10               | 13               | 16               | -                | - | -                    | -                    | -                    |                      |                      |
| Totaux LNH | Totaux LNH                  | Totaux LNH     | 1 104 | 355              | 345              | 700              | 511              | 55               | 9 | 10                   | 19                   | 32                   |                      |                      |

### Statistiques en équipe nationale
| Année | Compétition          |    | PJ | B | A | Pts | Pun           |  | Résultat |
| 1993  | Championnat du monde | 8  | 3  | 3 | 6 | 2   | 4e place      |  |          |
| 1994  | Championnat du monde | 8  | 4  | 2 | 6 | 8   | Médaille d'or |  |          |
| 1997  | Championnat du monde | 11 | 3  | 2 | 5 | 2   | Médaille d'or |  |          |